# Penya-roja (Cabó i Coll de Nargó)
La Penya-roja és una muntanya de 1.553 metres que es troba entre els municipis de Cabó i de Coll de Nargó, a la comarca de l'Alt Urgell.